# 왕경 (대방)
왕경(王卿, ?~248) : 황해도 신천군 봉황리 전축분의 주인이다.
무덤주인의 이름은 왕경, 직위는 대방군 장잠현의 수장이다. (守長岑長王君君諱卿), (年七十三字德彦東萊黃人也)
무덤축조년대 정시구년 248으로 새겨진 명전출토 되었다. (正始九年三月卄日壁師王卿造)